# オールダーショット
- オールダーショット
- アルダーショット

オールダーショット（英: Aldershot、[ˈɔːldərʃɒt]）は、イングランドのカウンティ・ハンプシャーにあり、ロンドンから約60㎞南西のヒースが生えた平野に位置するタウンである。ラシュムア・バラ・カウンシルが管轄している。この町は隣接するカンバーリー、ファーンバラ、ファーナムなどと、緩いコナベーションであるオールダーショット・アーバン・エリアを形成しており、全体で約24万人の人口を持ち英国で13番目に大きいアーバン・エリアになっている。
オールダーショットは「イギリス陸軍のお膝元」（英: "Home of the British Army"）として知られており、軍との関係が小さな村をヴィクトリア朝風の町へと急速に発展させた。オールダーショットは、ポーランドのスレフフ、フランスのムードン、ドイツのオーバーウルゼルと姉妹都市関係にある。
原語読みでは「オールダーショット」との発音が実情に即しているが、日本語では「アルダーショット」などの表記揺れもある。この記事内ではオールダーショットに記載を統一する。

## 歴史

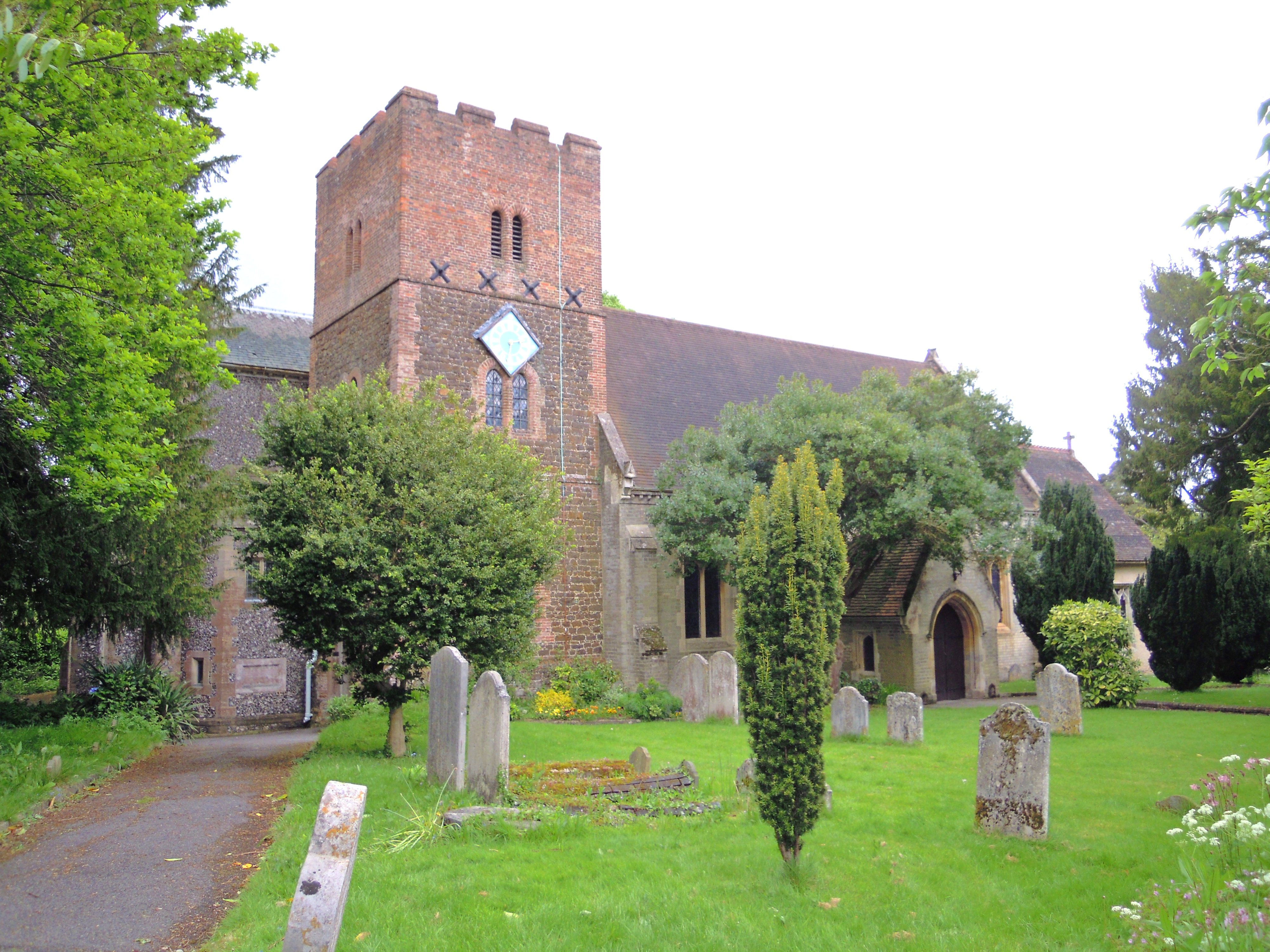
大天使聖ミカエル教会 (オールダーショット)

オールダーショットとの名前は、この地域に生えていたハンノキ（英: Alder）から取られたのではないかと考えられている。古英語で "alder-holt" とは、ハンノキの雑木林を意味する単語である。オールダーショットは、1086年に発行されたドゥームズデイ・ブックでは、クロンダルのハンドレッドの一部とされている。1607年にウィリアム・カムデンが発行した「ブリタンニア」Britannia には、ジョン・ノーデンによるハンプシャーの地図が付けられていたが、これにはオールダーショットが市場町（英: a market town）であると示されている。
1850年以前は、オールダーショットの名前はほとんど知られていなかった。この地域は広い共有地 (Common land) で、人口も少なく、農業にはほとんど適さない荒れ地だった。ドゥームズデイ・ブックが発行された1086年頃には地区が存在していたことから、ハンプシャーの北東部に位置するクロンダルの広大な集落は、恐らくスカンディナヴィア人の入植で作られたのだろうと考えられている。これは、クロンダル、イェイトリー、ファーンバラ、オールダーショットなどを含む大きな荘園で、長女に対して、男子に勝る唯一の相続権が与えられるとの風習があるためである。これはイングランド北西端にあるカンバーランドの広い地域でも見られる、北部独特の風習である。18世紀の間は、ロンドンからウィンチェスターに至る街道は、道路強盗の巣窟だった。この道はバグショットからオールダーショットを経由してファーナムに至るもので、現在ではファーンバラ・ロード（英: The Farnborough Road）として知られている。「ハウンズロウ・ヒースとほとんど同じくらい酷い噂だ」と評された時期もあった。盗賊のディック・ターピンは、ファーンバラに構えた自身の本部近くにあるこの地区を掌握していたと話しているほか、この地区ではバネ足ジャックの目撃証言もあった。
クリミア戦争真っ只中だった1854年、イギリス陸軍にとって初めての常設訓練キャンプとしてオールダーショット駐屯地が設立された。
1961年から1969年にかけて、建築・技術会社のビルディング・デザイン・パートナーシップが請け負い、兵舎の実質的な建て替え工事が行われた。作業は政府の圧力により加速され、多数の新しい建築技術が用いられて大成功を収めた。
1974年には、オールダーショットとファーンバラのアーバン・ディストリクトが統合され、ラシュムア・バラ（英: Borough of Rushmoor）が完成した。これは1972年地方自治法の施行に関連するものである。
2009年に行われたグルカ・ジャスティス・キャンペーンの後、英国政府は4年以上兵役に就いた退役グルカ兵とその家族に、英国への定住権を認めた。多くのグルカ兵がオールダーショットやその近郊に住んでいたため、この街はネパール人人口が増加している。2001年 (2011 Census) と2011年 (2011 Census) の2回の国勢調査を比較すると、ラシュムア地区のネパール系人口はおよそ6,000人増えており、これは人口全体の6.5パーセントに相当する。ネパール系住民の増加を受けて、オールダーショット選挙区選出で保守党の庶民院議員、ジェラルド・ホワースは、人口増加で需要が高まっている地域公共サービスの拡充を図るため、政府からの支援を要望した。ホワースはその後、ネパール人移民は英国から出て行くべきだと提案したとして批判に遭っている。

### オールダーショット軍楽隊行進
オールダーショット軍楽隊行進（英: The Aldershot Military Tattoo）は、1894年まで遡ることのできる1年に1度のイベントである。1920年代から1930年代には、ラシュムア・アリーナで、軍の分隊全てを前に、たいまつパフォーマンスなどを行うオールダーショット司令部サーチライト・タトゥー（英: The Aldershot Command Searchlight Tattoo）が行われていた。50万人以上の群衆が観覧に訪れた年もあったという。この軍楽隊行進は、軍の慈善事業に回す資金を集めるために行われていた。1930年代終わりまでには、毎年4万ポンドの資金を集めるほどになっていた。軍楽隊行進の現代版、アーミー・ショー（英: the Army Show）は、2010年に予算削除を受けて国防省により中止されている。翌年には一時的に復活し、2万人の観客が訪れた。2012年にはオールダーショット駐屯地ショー（英: The Aldershot Garrison Show）として、軍事パレードの日に開かれる無料のイベントとして、規模を縮小して開催された。
アーミー・ショーは、2013年に通常の軍事祭（英: Military Festival）へ変更された。イベントは町を挙げて行われ、アート展覧会や音楽のライブ演奏、スポーツ行事や映画上映などが行われている。

### 1972年オールダーショット爆発事件
1972年2月22日、オールダーショットは、一連のグレートブリテン島攻撃の皮切りとなる、アイルランド共和軍 (IRA) の攻撃を受けた。第16パラシュート部隊本部の会食室で自動車爆弾が爆発し、いずれも後方支援に当たっていた文民7人が犠牲となった。この7人の内訳は、5人のケータリング・スタッフ、庭師1人、そしてイギリス陸軍のカトリック教会司祭1人である。ほかにも19人が負傷した。この爆破は、オフィシャルIRA (Official IRA) によって血の日曜日事件の報復として行われたとされている。2012年には、追悼の庭に作り替えられた場所で、爆発事件から40年の式典が行われた。

## オールダーショット・ミリタリー・タウン
オールダーショット・ミリタリー・タウン（英: Aldershot Military Town）は、オールダーショットとファーンバラ近くのノース・キャンプの間に位置する。これは駐屯地に付随した「ギャリソン・タウン」で、この地区に駐屯する軍隊のため作られた。ミリタリー・タウンには、オールダーショット駐屯地の結婚者用宿所、兵営、兵士用運動場、その他のスポーツ施設が存在する。ミリタリー・タウンの中には、オールダーショット天文台やオールダーショット軍隊共同墓地、王立駐屯地教会（英: The Royal Garrison Church）をはじめとした教会群など、地元の名所がいくつか存在する。1993年までは、町には王立輸送部隊 (Royal Corps of Transport) やイギリス陸軍調理部隊の本部が存在したが、どちらも王立兵站部隊 (Royal Logistic Corps) に統合され、サリー州ディープカットのプリンセス・ロイヤル・バラック (Princess Royal Barracks, Deepcut) へ移転した。

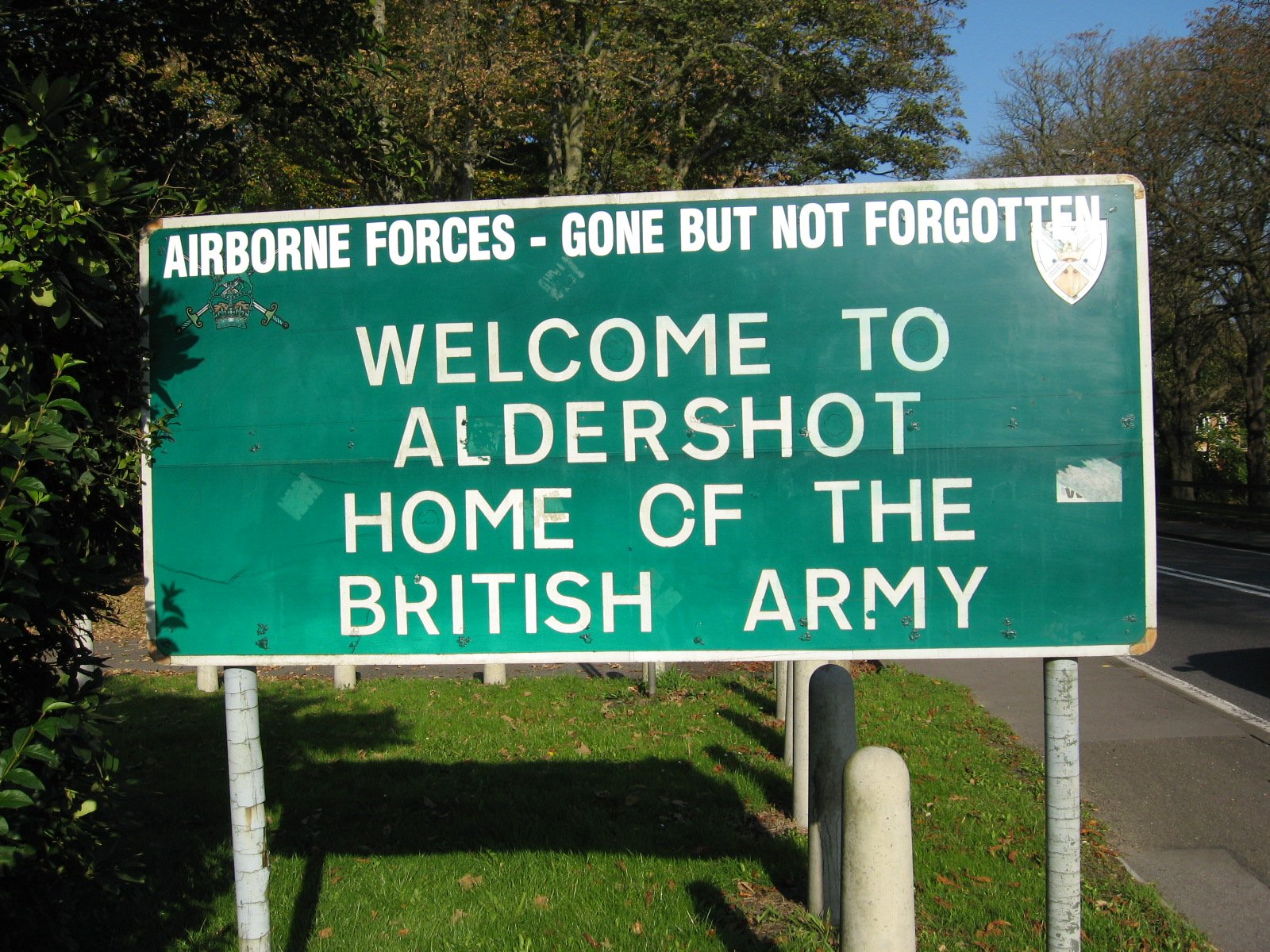
オールダーショット・ミリタリー・タウンの標識

ヴィクトリア女王と夫のアルバート王配は、クリミア戦争期の1850年代に、オールダーショットを「ギャリソン・タウン」として設立・発展させようと骨を折った。2人は土地内に木製の「ロイヤル・パビリオン」を建設し、軍隊を観覧する際にしばしばこのパビリオンを用いた。1860年にはアルバート公が「王配殿下図書館」 (Prince Consort's Library) を設立・寄贈し、この図書館は現在でも使用されている。1897年には、ヴィクトリア女王のダイアモンド・ジュビリー（在位60周年）を祝うため、英国やその植民地の兵士25,000人が、ファーンバラ近くのラファン平野（英: Laffan's Plain）から行進し、女王はこれを上覧した。英国の兵士のほかに、カナダ、インド、アフリカ、オーストラリア、ニュージーランドから兵士が集められ行進した。
オールダーショット・ミリタリー・タウンは、軍の支配下にある。ミリタリー・タウンは、1940年の創設から、2003年にコルチェスター駐屯地へ部隊が移転するまで、パラシュート部隊の本拠地だった。このミリタリー・タウンとつながりを持つ有名人も多く、チャーリー・チャップリンは、1894年・5歳の時にオールダーショットの官営売店付きの劇場（英: The Canteen theatre）で初舞台を踏んでいる。またウィンストン・チャーチルは、19世紀終わりに軍に所属していた際、オールダーショットに配属されていた。
この地区には様々な軍事・連隊関係の博物館があり、その1つが赤レンガ造りのヴィクトリア朝風兵舎にあるオールダーショット・ミリタリー・ミュージアム (en) である。2007年12月までは、落下傘連隊・空輸部隊博物館 (Parachute Regiment and Airborne Forces Museum) もオールダーショットにあった。現在ではこの博物館はダックスフォード帝国戦争博物館へ移されている。
旧ミリタリー・タウンの一部では、地区再開発のための計画が承認されている。オールダーショット都市拡張（英: Aldershot Urban Extension）と名付けられたこの計画が完了する時には、150ヘクタールのエリアに、およそ3,850棟の新しい家、2つの新設小学校、保育施設、追加の中学校校地、公民館、リサイクル工場が作られ、さらに造園も行われる予定である。
英国国防省は2013年に、オールダーショット駐屯地の拡張を行うため1億ポンドを支出し、追加人員として配備する750人の兵士とその家族を、オールダーショットに住まわせると発表した。

## 名所

### ウェリントン公像

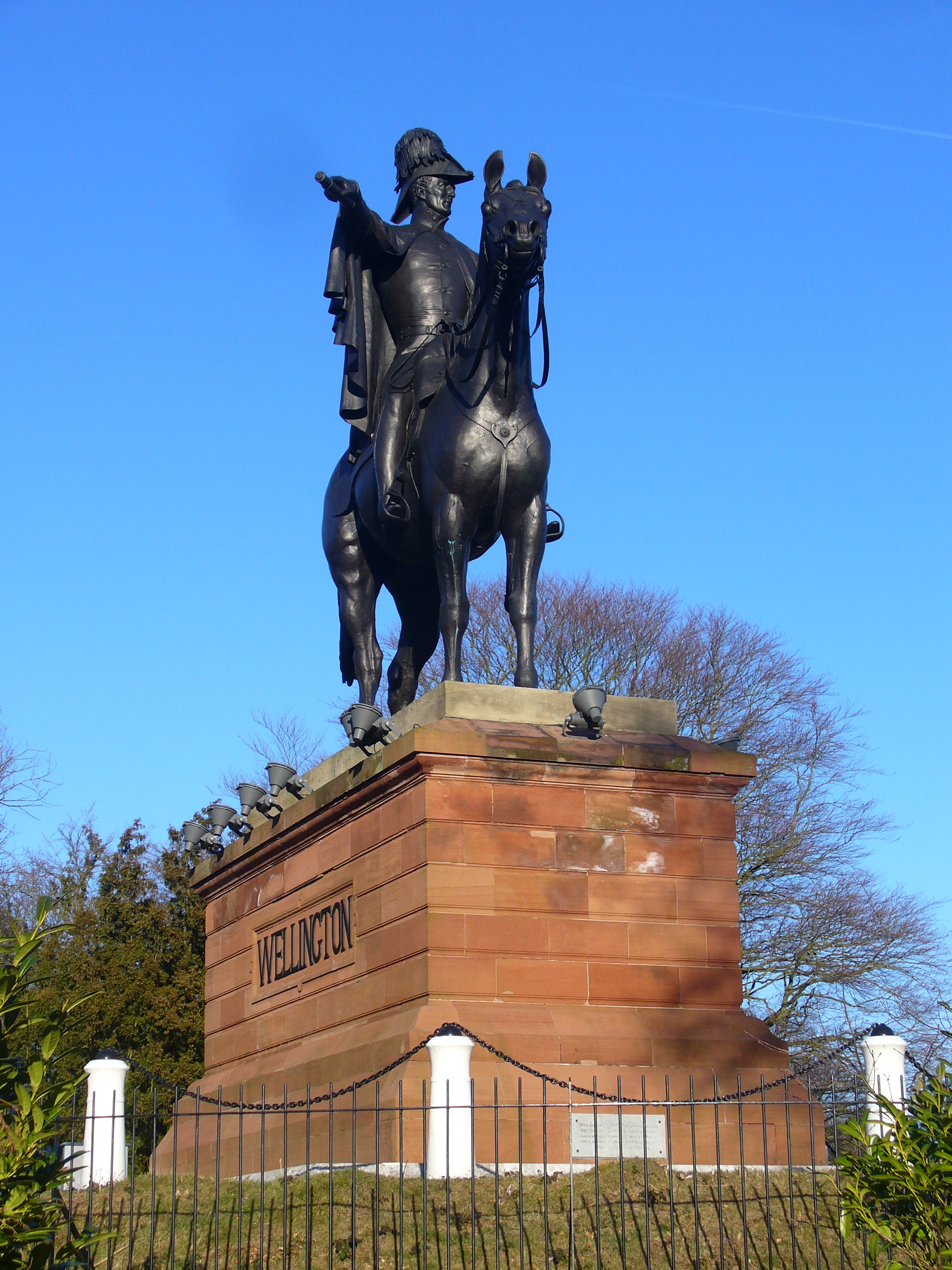
初代ウェリントン公爵の像はコペンハーゲンを向いている

馬に乗った初代ウェリントン公爵がコペンハーゲンを向いている像は、王立駐屯地教会（英: The Royal Garrison Church）の裏手にあるラウンド・ヒルに据えられている。像の高さは30フィート (9.1 m)で、馬の鼻先から尾までは26フィート (7.9 m)、腹回りは22フィート (6.7 m)を超える。像は40トンの重さがあり、馬の筋肉や血管なども詳細に作り込まれている。像はワーテルローの戦いで得た大砲から青銅を再利用していたマシュー・コーツ・ワイアットによって設計・鋳造された。この像制作には、30人が関わって3年以上も費やしている。
この像は、元々1846年に、ロンドンのハイド・パーク・コーナー、ウェリントン・アーチの上に立てられたものである。しかし、アーチの設計士であるデシマス・バートンは、自分が気に入っていた「馬4頭立てのチャリオット」を据えるため、これを拒否した。また、門との比率という面から、像が特異に見えてしまうと、バートンの意見に賛同する人は多かった。この像は "The Archduke"（元々「大公」との意味がある単語だが、「アーチ上の公爵」とかけている）と揶揄され、風刺雑誌『パンチ』でも人気の話題となった。
ヴィクトリア女王も、像がバッキンガム宮殿からの見晴らしを損なうと言い張り、彼女は像を移動させると個人的に提案した。公爵は、彫刻家の依頼に応じて2、3度モデルを務めただけだったが、急に像に固執し、アーチから像を取り除くなど考えたくないと言い始めた。
1885年には、プリンス・オブ・ウェールズが像をオールダーショット駐屯地の司令であるアンダーソン陸軍中将に引き渡した。

### オールダーショット天文台

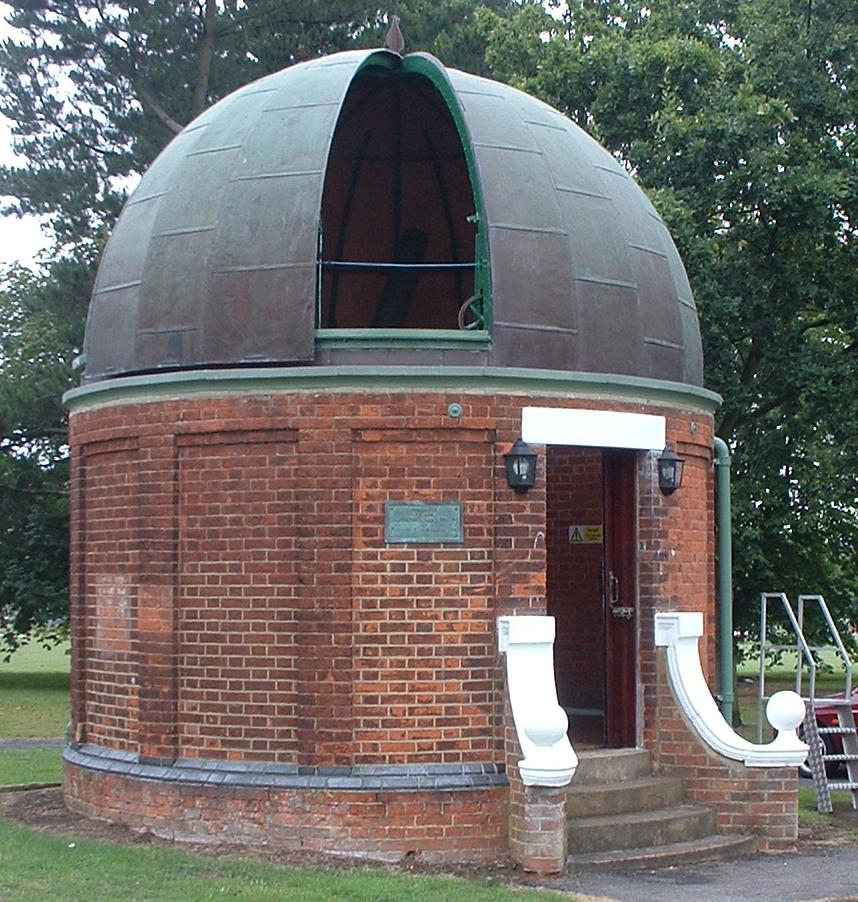
オールダーショット天文台

天文台はドーム状の屋根が付いた円形で赤レンガ造りの建物で、クイーンズ・アベニュー（英: Queen's Avenue、女王広場の意味）に位置する。中には8インチの屈折望遠鏡があり、ぜんまい仕掛けのドイツ式赤道儀式架台上に据えられている。望遠鏡と天文台は、航空機産業の開拓者パトリック・ヤング・アレキサンダーからイギリス陸軍へ贈られたもので、この事実は天文台の扉近くにあるプラーク（銘板）に記されている。プラークには「パトリック・Y・アレキサンダー殿から1906年にオールダーショット部隊へと贈られた」("Presented to the Aldershot Army Corps by Patrick Y Alexander Esq 1906".) と書かれている。

## 交通
町は、ロンドンやサウス・コーストと繋がる、M3、A3、M25などの主要高速道路に近い。またファーンバラ空港からは5マイル (8.0 km)、ヒースロー空港からは29マイル (47 km)、ロンドン・ガトウィック空港からは43マイル (69 km)の位置にある。
オールダーショット駅とバスターミナルは、どちらもステーション・ロードから少し入った場所にある。この駅からは、サウスウェスト・トレインズによって、ウォータールー駅、オールトン駅、ギルフォード駅 (サリー)、アスコット駅へ運行されている。
オールダーショット・バス・ステーションは、オールダーショット・アーバン・エリアへのバス運行のターミナルであるほか、その他遠隔地にもバス運行を行っている。
オールダーショットから出るバスの大半は、ステージコーチ・イン・ハンツ&サリー（英: Stagecoach in Hants & Surrey）によって運行されており、更にロンドンとポーツマスを1日に2回結ぶ便が、フリート・バズとナショナル・エクスプレスによって運行されている。

## 行政とインフラ
英国の航空事故調査機関、航空事故調査局 (AAIB) はオールダーショットにあるファーンバラ・ハウスに入っている。

## 教育
オールダーショットには様々な学校がある。オールダーショット都市拡張計画で3,850戸の住宅が建てられるのに合わせ、2つの小学校が新設される予定である。またこの開発を受けて、コンノートとウェイヴェルの両中等学校で、675人分定員が増加される。
パーク・プライマリー・スクールと聖ミカエル教会（英国国教会）などでは、前期小学校と後期小学校の生徒が一緒に学んでいる。前期小学校にはタラヴェラ (Talavera) 、ウェリントン・プライマリー・スクール (Wellington Primary) 、ベル・ヴュー前期小学校 (Bell Vue Infant School) がある。また後期小学校には、ニューポート・カウンティ (Newport County) 、タラヴェラ (Talavera) 、聖ヨセフ・プライマリースクール（St Joseph's Primary / カトリック）がある。またオールダーショットには、コンノート・スクール（英: The Connaught School (en) 、旧称ヘロン・ウッド・スクール）しか中等学校がないが、アッシュ・マナー・スクール、ファーナム・ヒース・エンド・スクール、アール・ハロウズ・カトリック・スクール、ウェイヴェル・スクール (en) などの学校が近隣に存在する。またサレジアン・カレッジ（英: Salesian College）とファーンバラ近くのファーンバラ・ヒル・スクール (en) の2校、パブリック・スクールが存在する。

## 娯楽
1960年代に行われた、シアター・ロイヤルとヒッポドロームの取り壊しに伴い、地元政府は、1973年にプリンス・ホールを演芸用劇場として開設した。

### 音楽とダンス

#### ハードコア
ザ・パレス（英: The Palace）は以前、パレス・シネマ、リズム・ステーション、チークス、ヴォックスと呼ばれていた（英: The Palace Cinema, The Rhythm Station, Cheeks, Vox）。ヘクティック・レコーズによる「フュージョン」 (Fusion (Hectic Records)) 、タズマニア、スラミン・ビニル、フューチャー・ワールドなどのイベントが週替わりで開かれていた。このクラブは地元タレント育成にも一役買っており、DJシャーキーや、2004年にスパイダーマンの声を担当したスパイダーMCなど、数々の地元タレントを輩出している。サウサンプトンとロンドンの間にあるという好立地から、オールダーショットのこのクラブはハードコアのメッカとなり、この時代は常にチケットが売りきれるほどの人気だった。クラブの人気絶頂期に、MDMA（エクスタシー）過剰摂取と疑われるティーンエイジャーの死亡事故があり、この件が引き金となってクラブではダンス・ミュージックが廃れ、オールダーショットのハードコア・ダンスは衰退した。

#### ビートルズのオールダーショット公演
サム・リーチ（英: Sam Leach）は、1961年12月9日にオールダーショットのパレイ・ボールルーム（英: The Palais Ballroom）で開かれるショーを宣伝するため、ビートルズをロンドンのエージェントたちに売り込もうと考えていた。リーチは当時ビートルズのエージェントを務めており、さらにマネージャーになろうと画策していた。またパレイ・ボールルームは、ペローン・ストリート（英: Perowne Street）とクイーンズ・ロードの角にある。ショーの広告が適切に行われなかったせいで、わずか18人の観客しか参加しなかった。地元紙「オールダーショット・ニュース」は、サム・リーチによる広告が失敗に終わったと発表した。一方で、バンドとその友人たちはショーの後も大いに楽しみ、ポール・マッカートニーの偽葬式まで挙げていた。またこのショーの数週間後には、ブライアン・エプスタインがグループのマネージャーに就任している。

#### ロック音楽
1990年代終わりから2000年代初頭にかけて、アンダーグラウンドで活動するロックバンドがオールダーショットで活動していた。Reuben (en) 、Vex Red (en) 、Hundred Reasons (en) などの有名バンドもその中に含まれていた。

### ショッピング
ユニオン・ストリートとウェリントン・ストリートは、町の中心部にある商店街で、1970年代に青空市場の跡地に屋内型ショッピングセンター、ウェリントン・センターが完成したのを機に歩行者天国になった。

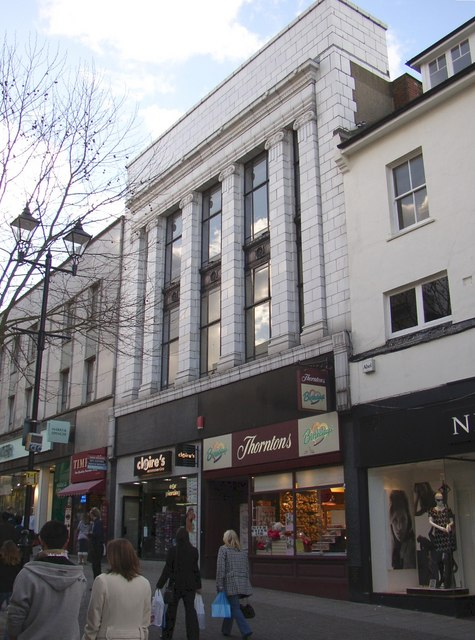
ユニオン・ストリートの店々

1990年代には、ウェリントン・センター（通称「ギャラリーズ」、英: The Galleries）を拡張するため、ヴィクトリアン・ショッピング・アーケード（英: The Victorian shopping arcade）や、その他ウェリントン・ストリートの古い建物が取り壊された。現在ウェリントン・センターの店の多くは、改装工事が未定のままであるため閉店を余儀なくされている。2003年には町中心部の健康調査が行われ、「オールダーショットは、特に商店街の中心で、復活の兆しを見せている」と結論付けられた。
2005年には、地域を管轄するラシュムア・バラ・カウンシルが、ユニオン・ストリートに10%、ウェリントン・センターに8%、ウェリントン・ストリートに7%の空き店舗があると発表している。
2012年から2013年にかけて、バラック・ロードの正面にオープンしたウェストゲート・レジャー・パーク（英: The Westgate Leisure Park）には、シネワールドグループの映画館、モリソンズのスーパーマーケットに加え、トニー・カーベリーやハーヴェスター、ナンドス、ミモザ、ピザエクスプレス、プレッゾ、フランキー&ベニーズなど、複数のチェーン展開レストランが入っている。また裏手にはテスコもオープンしている。

## 公園・広場
オールダーショットには多くの公園・運動場や、スポーツ・遊び・レジャー用の広場がある。軍隊の遺産として、レジャー向けの土地や、植物相・動物相の保護地域が長年にわたって保護されてきた。

## スポーツ
オールダーショットには、ラシュムア・ジムナスティック・アカデミーや、オールダーショット・テニス・センター、オールダーショット・ボーリング、オールダーショット・プール並びにリードウ、オールダーショット駐屯地スポーツセンター、コンノート・レジャー・センター、アルペン・スノー・スポーツ（ドライ・スキーが行えるセンター）など、数多くのスポーツ施設が存在する。以前は町にある短いサーキットで、スピードウェイやストックカーレースのホストを務めていたこともある。またかつては、オールダーショット・スタジアムでグレイハウンド競争が開かれていたほか、トウィーズルダウン・レースコース (Tweseldown Racecourse) では障害物競走であるクロスカントリー競馬も行われていた。ランニング・クラブAFDは、トップ選手を何人も輩出している。

### 水泳
1930年にオープンした、オールダーショット・リードウは伝統的な屋外レジャープールで、1.5ガロンの容積を持つプールが10-エーカー (4.0 ha)の土地に設置されている。元々この土地は雑草が生い茂る湖だった。バラ・カウンシルは1920年に、21,000ポンドをかけてこの土地を買い取り、カウンシルによる町の発展計画の重点と位置づけた。リードウは1948年のロンドンオリンピックでオリンピック会場となり、近代五種競技の水泳部門がここで開催された。プールには中心部の大きな滝を含み、子供向けに浅くなった追加の区域も用意されている。飛び込み場やウォーター・スライドも設置されているほか、年中泳げる屋内25メートルプールが隣接している。

### サッカー

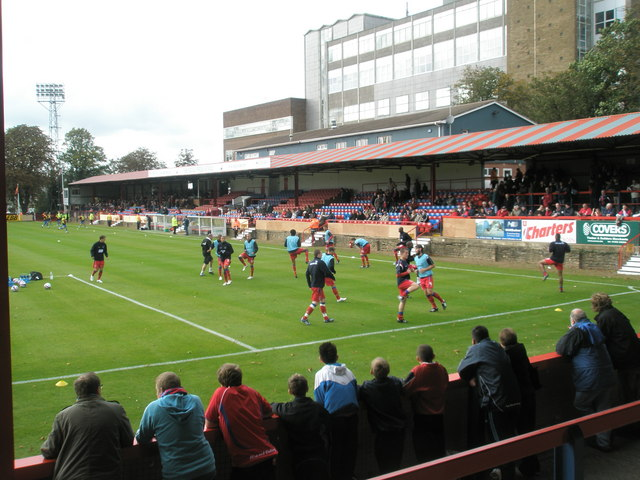
レクリエーション・グラウンドでウォームアップするオールダーショット・タウンFC

オールダーショットには、地元クラブのオールダーショット・タウンFCがあり、フットボールカンファレンスに所属している。1992年以前はオールダーショットFCという別のクラブがあったが、1992年3月25日に、チームがフットボール・リーグ・フォース・ディヴィジョンで戦っている最中にクラブは潰れてしまった。現在のクラブはこの直後に結成されたもので、その後16シーズンで5回昇格して、2008年にフットボール・リーグに戻って来た。以前のオールダーショットFCで最も大きな成功は、チーム閉鎖の5年前、1987年のフットボール・リーグ・フォース・ディヴィジョンで、規模で勝るウルヴァーハンプトン・ワンダラーズFCを抑え、プレーオフを勝ち抜いて昇格する初めてのチームになったことである。
町のサッカー・メイン・グラウンドは、「ザ・レック」（英: The Rec）の愛称でも親しまれ、1927年に開設されたレクリエーション・グラウンドである。旧オールダーショット、現オールダーショット・タウンFCの双方がこのグラウンドを本拠地にしている。収容人数は7,100人で、2,000人の観客が座って観戦できる。
オールダーショットは、現役・引退した選手を含め、多くのサッカー選手を輩出している。ジョニー・ベリー（1926年生まれ）は、バーミンガム・シティFC、マンチェスター・ユナイテッドFCでプレーするトップ選手だった。しかし1958年2月6日にミュンヘンの悲劇と呼ばれる航空機事故に遭い、怪我により選手人生を絶たれた。マンチェスター・ユナイテッドでは、3度リーグ・タイトルを手にしている。彼は後にオールダーショットへ戻り、兄弟のピーターとスポーツ店を経営した。その後も地元で暮らしていたが、1994年9月に、68歳で亡くなっている。
ほかにも、サウサンプトンFC・スウィンドン・タウンFC・レディングFCなどでプレーしたストライカー、クレイグ・マスケルや、ブルース・リーアクなどの地元出身サッカー選手がいる。リーアクは、ルートン・タウンFC、アストン・ヴィラFC、ダービー・カウンティFCなどでプレーした後、ミドルズブラFCやアーセナルFCの監督を務めた。また自身のルーツから、1970年代にはサッカースコットランド代表としても活躍している。
2011年10月25日、オールダーショットは、リーグ・カップ4回戦で、マンチェスター・ユナイテッドFCと戦い、3-0で敗れたが、これはチームにとって最高の成績であった。会場はオールダーショットのホーム、レクリエーション・グラウンドだった。

### クリケット
オールダーショット・クリケット・クラブは地元のクリケットチームである。クラブはオールダーショット&ファーナム・ホッケークラブ、ブラックウォーター・ヴァレー・ランナーズ・ランニング・ジョギング・クラブと施設を共有している。

### ラグビー・ユニオン
以前フリートRUFC（英: Fleet RUFC）として知られていたクラブは、1991年に創設された。2003年には、チームがファーンバラからオールダーショット・パークに本拠地を移したのに伴い、「オールダーショット・フリートRUFC」（英: Aldershot and Fleet RUFC (A&F)）と改称されている。ジュニア部門の拡張に伴い、オールダーショット・フリートRUFCは、2008年・南部地区での "The Coveted RFU "Seal of Approval" Club of the Year" を獲得した。

### グレイハウンド競争
1950年代には、トンガム（隣接するサリーの村）にある「オールダーショット・スタジアム」で、グレイハウンド競争（ドッグレース）が行われていた。

### ストックカー・レース
オールダーショット・スタジアムは、トンガムのオクセンデン・ロードにあり、1954年10月30日に初めてのストックカー・レースが行われた。スーパーストックス、ホット・ロッズ、バンジャーズ、ミジェッツなどのショート・サーキット・フォーミュラと同様、オールダーショット・スタジアムでのレースは、毎週木曜午後、ボクシング・デーの午後、さらに土曜日と定期的に開催されている。
レースは当初、グレイハウンド用のトラック内の、緩い泥板岩のトラックで行われていた。スタジアムで予定されていたモーターサイクル・スピードウェイのレースが中止されたことを受け、トラックは固いターマック舗装に取り替えられた。トラックは1966年、1971年・1972年に、ナショナル・リーグのチーム、オールダーショット・ナイツ（英: The Aldershot Knights）の本拠地となった。
この場所は、興行者のスピードワース・インターナショナル（英: Spedeworth International ltd.）の本部でもあった。トラックで行われる主要なナショナル・イベントは数少なく、その内でも特筆すべきは、1975年にトラックで開かれたブリティッシュ・スーパーストックス・チャンピオンシップである。この大会は1975年9月27日に開催され、スティーヴ・モンクが優勝した。
オクセンデン・ロードでの最後の大会は、1992年11月21日に行われた。この日以降スタジアムは速やかに閉鎖され、跡地はオールダーショットとファーンバラを結ぶバイパスである、A331ブラックウォーター・ヴァレー・ロード（英: The A331 Blackwater Valley Road）の建設用地となった。
現在では、ペガサス・ヴィレッジにあるラシュムア・アリーナにオールダーショット・レースウェイが設けられ、ショート・サーキットでのモータースポーツがオールダーショットに戻っている。このレースウェイは、地元の元ショート・サーキット・レースドライバー、マルコム・ロバーツ（英: Malcolm Roberts）とその妻グウェン、さらに2人の子供たちによって設立・命名された。これはショートサーキット・レースの大ファンで、同じマルコムという名前だった長男の死を悼み、その記憶として付けられたものである。この場所は現在、ロバーツ家がバークシャー・オールダーマーストンの新しいサーキットに移住したため、スピードワースによって管理されている。ロバーツ家は現在でも、フリート・モーター・クラブ（英: Fleet Motor Club）という別のクラブを運営している。

### スピードウェイ・レース
1929年頃に、ボクソール・レーンにトラックが開設された。1950年代には、スピードウェイレースが地元のグレイハウンド・スタジアムに戻った。

### オリンピック
オールダーショットでは、1948年ロンドンオリンピックで、近代五種競技のうち3種目の会場となった。水泳はオールダーショット・リードウ、フェンシングはメイダ体育館、クロスカントリー馬術はトウィーズルダウンで開催された。
2008年1月15日には、オールダーショット・ミリタリー・タウンが、2012年ロンドンオリンピックに向けた英国オリンピックチームの公式トレーニングキャンプに選ばれたと発表されたが、直後にオリンピックイギリス代表であるTeam GBは、海外でトレーニングすることを発表した。

## メディア
地元新聞紙は、普通サイズの新聞『オールダーショット・ニュース&メール』Aldershot News & Mail と、無料のタブロイド紙『サリー＝ハンツ・スター・カーリア』Surrey-Hants Star Courierである。BBCが提供する地元テレビニュース番組は『サウス・トゥディ』である。オールダーショットのBBCラジオは、サリーと南北ハンプシャーをカバーする、104.6FMのBBCサリーが管轄している。独立した地元ラジオ局としてはイーグル・ラジオ（旧称：96.4 Eagle Radio）があり、流行の音楽を流したり、ポップ・クラシックを流す番組 "Eagle Extra" を放送したりしている。またBFBSは、ミドル・ヒルにあるスタジオから、102.5FMで、自社の UK Bases network 向けに放送を行っている。

## 政治
オールダーショットは以下のような選挙区に分けられている・
- ロウヒル Rowhill：町の南西部で、3人の保守党町議会議員を選出。
- ウェリントン Wellington'：町の西側と、町中心部の北半分。3人の労働党議員を選出。
- マナー・パーク Manor Park：町の南側と、町中心部の南半分。3人の保守党議員を選出。
- オールダーショット・パーク Aldershot Park：町の南東部で、2人の労働党議員・1人の保守党議員を選出。
- ノース・タウン North Town：町の北東部で、3人の労働党議員を選出。
- セント・マークス St Marks：町の北部とファーンバラの一部。3人の保守党議員を選出。

ウェリントン選挙区は特徴的で、町中心部の北側にある、最も密集した都市地区を含む一方で、ミリタリー・タウンの大半と、人の住んでいない広大な森林・ヒース荒野を含んでいる。
この町は、オールダーショット国会選挙区 (en) に含まれている。現在の庶民院議員は保守党のジェラルド・ホワースで、2015年5月の選挙では14,901票を獲得した（得票率32.1%）。ラシュムア・バラ・カウンシルの議員39人の内、18人がオールダーショットの6選挙区から選出される。2015年5月に行われた最新の選挙では、保守党が10議席・労働党が8議席を獲得した。

## 著名な出身者
- マーティン・フリーマン - 『The Office』、『SHERLOCK』、『ホビット』3部作などの代表作を持つ俳優
- アーサー・イングリッシュ（英語版） - 俳優・コメディアン
- アメリ・ベラバ（英語版） - 歌手・作曲家で、シュガーベイブスの元メンバー
- ホリー・エアード（英語版） - 『ウォーキング・ザ・デッド（英語版）』シリーズで有名な女優[56]
- イアン・マキューアン - 小説家
- クロード・オーキンレック - 第二次世界大戦期のイギリス陸軍元帥
- サイモン・マン - 傭兵、赤道ギニアでクーデター未遂事件を起こした
- ジョニー・ベリー - 「ミュンヘンの悲劇」で選手生命を絶たれたサッカー選手
- ステラ・ロス＝クレイグ - 植物画で知られるイラストレーター
- ティム・スパイサー - 元軍人、民間軍事会社を立ち上げている
- ピーター・イェーツ - 『ブリット』、『ヤング・ゼネレーション』、『ドレッサー』などの作品で知られる映画監督

## 関連する文学作品
ラドヤード・キップリングは詩『ガンガディン』Gunga Din でオールダーショットに言及している。
ジョン・ベチェマンも、詩 "A Subaltern's Love Song" でオールダーショットについて述べた。またベチェマンは、オールダーショットの火葬場 (Park Crematorium, Aldershot) で葬儀に出席した後、'Aldershot Crematorium'（意味：オールダーショット火葬場）との詩を残している。
オールダーショットはトーマス・ハーディの小説に「クォーターショット」（英: Quartershot）として登場する。
アーサー・コナン・ドイルのシャーロック・ホームズシリーズでは、第2短編集「思い出」所収の『背中の曲がった男』の舞台がオールダーショットに設定されている。また第1短編集「冒険」所収の『ぶな屋敷』では、ウィンチェスターにいる依頼人を訪ねる途中で、汽車の窓からオールダーショットを眺める描写がある。
P・G・ウッドハウスは、初期の学校もの作品複数の舞台をオールダーショットに据え、英国パブリックスクールの陸上競技選手たちを描いている。クイーンズ・アヴェニューにある体育館はボクシング試合の会場として登場する。登場する作品は"The Gold Bat" (en) 、"The White Feather" (en) 、"The Pothunters" (en) である。
オルダス・ハクスリーは、小説『ガザに盲いて』でオールダーショットに言及している。

## 地元での映画撮影
デヴィッド・ヘミングスとトレヴァー・ハワードが共演した、1968年の映画『遥かなる戦場』では、兵営のシーンが旧ウェスト・キャバルリー兵営（英: The old West Cavalry Barracks）で撮影された（現在ではほとんど取り壊されている）。ウェスト・キャバルリー兵営の門は、ピーター・セラーズ、ウィルフリッド・ハイド＝ホワイト、ライオネル・ジェフリーズが共演した1960年の映画『泥棒株式会社』Two-Way Stretch で、刑務所の門として登場する。
その建築様式のため、オールダーショット駐屯地のモンゴメリー・ラインズ（英: Montgomery Lines）にあるブルーニヴァル兵営（英: Bruneval Barracks）は、2009年のジェームズ・ボンドシリーズ映画『007 慰めの報酬』の最終シーンで、ロシア・カザンでの雪が降るシーンの撮影地に選ばれた。オールダーショットの軍訓練区域で撮影された映像は、2002年のボンドシリーズ映画『007 ダイ・アナザー・デイ』のオープニングに用いられている。